# Calles
Calles è un comune spagnolo di 399 abitanti situato nella comunità autonoma Valenciana.